# Eddie Money (álbum)
Eddie Money é o primeiro álbum do cantor de Rock americano Eddie Money, originalmente lançado em 1977.
Contendo duas músicas que tocaram generosamente em excesso nas rádios  (Two Tickets to Paradise" e "Baby Hold On"), o álbum conseguiu chegar na 37.ª posição no Billboard Top 200, Deixando Money conhecido como um artista de sucesso. "Two Tickets to Paradise" é uma das músicas mais tocadas em frequência nas rádios, sendo um exemplo de música para o seu gênero. No álbum, é uma das melhores músicas.
Este álbum conta com Eddie Money nos vocais, Jimmy Lyon na guitarra, o saxofonista Tom Scott, e formalmente Steve Miller e Lonnie Turner como baixistas. Lyon co-escreveu metade das músicas do álbum, mas deixou a banda de Eddie Money em 1982.
Money continua a cantar as músicas deste álbum ao vivo, até hoje.
| Críticas profissionais                                                      | Críticas profissionais |
| Avaliações da crítica                                                       | Avaliações da crítica  |
| Fonte                                                                       | Avaliação              |
| --------------------------------------------------------------------------- | ---------------------- |
| Allmusic                                                                    | [ 3 ]                  |
| Esta tabela precisa de ser acompanhada por texto em prosa. Consulte o guia. |                        |

## Músicas do álbum
1. "Two Tickets to Paradise" (Money) – 3:58
2. "You've Really Got a Hold on Me" # (Smokey Robinson) – 3:45
3. "Wanna Be a Rock 'n' Roll Star" * (Money, Solberg) – 4:02
4. "Save a Little Room in Your Heart for Me" (Money) – 4:57
5. "So Good to Be in Love Again" (Money, Lyon) – 4:12
6. "Baby Hold On" # (Money, Lyon) – 3:31
7. "Don't Worry" (Money, Lyon) – 3:45
8. "Jealousys" # (Money, Lyon) – 3:59
9. "Got to Get Another Girl" (Money, Lyon, Nelson) – 3:26
10. "Gamblin' Man" * (Money, Lyon, Alexander) – 4:02

## Singles
- Baby Hold On (1978) #11 US[4]
- Two Tickets to Paradise (1978) #22 US[4]
- You've Really Got a Hold on Me (1979) #72 US[4]

## Banda
- Eddie Money - vocais, keyboards, saxofone
- Jimmy Lyon - guitarra
- Gary Mallaber - bateria, percussão
- Lonnie Turner - contra baixo
- Gene Pardue - bateria
- Bob "Pops" Popwell - baixo
- Tom Scott - trompete
- Alan Pasqua - keyboards
- Randy Nichols - keyboards
- Freddie Webb - keyboards
- Kevin Calhoun - percussão
- Jo Baker - segunda voz em "Baby Hold On"